# Echthroplexiella popovi
Echthroplexiella popovi är en stekelart som beskrevs av Trjapitzin och Jury M. Rosanov 1972. Echthroplexiella popovi ingår i släktet Echthroplexiella och familjen sköldlussteklar.
Artens utbredningsområde är Uzbekistan. Inga underarter finns listade i Catalogue of Life.